# Fridtjof Ryder
Fridtjof Ryder (* um 2000) ist ein deutsch-britischer Filmemacher.

## Leben
Nach seinem Kurzfilm Flicker and go out  begann Fridtjof Ryder im Jahr 2019 mit der Produktion seines Spielfilmdebüts Inland. Er war zu diesem Zeitpunkt 19 Jahre alt. In dem in Glasgow und in der Nähe des Forest of Dean spielenden Film zieht der von Rory Alexander gespielte namenlose Protagonist bei dem von Mark Rylance gespielten Mister Dunleavy ein, nachdem er aus einer psychiatrischen Anstalt entlassen wurde.
Ryder lebt im englischen Gloucester.